# Ignalina
Ignalina ( escoltar (?·pàg.)) és una ciutat del districte municipal d'Ignalina situada al comtat d'Utena a l'est de Lituània.
Famosa per la central nuclear d'Ignalina. Es diu que deu el seu nom a Ignas i Lina, dos amants amb noms molt populars de Lituània. Encara que existeixen proves arqueològiques que la gent vivia en la zona d'Ignalina a l'Edat de Pedra, s'esmenta documentalment solament a partir del 1810. Va començar a créixer després que va ser construït la línia fèrria de Varsòvia - Sant Petersburg el 1866. És considerada com una de les noves ciutats industrials. Tanmateix, avui dia és coneguda com un destí turístic al Parc Nacional d'Aukštaitija.
Abans de la Segona Guerra Mundial Ignalina era part de Polònia i es trobava dins Voivodat de Vílnius.